# بکرمت
بکرمت (به انگلیسی: Beckermet) یک روستا و محله مدنی در بریتانیا است که در Copeland واقع شده‌است. بکرمت ۱٬۶۱۹ نفر جمعیت دارد.